# Rönnskär, Helsingfors
Rönnskär, finska: Pihlajaluoto, är en ö i Finland. Den ligger i Finska viken och i kommunen Helsingfors i den ekonomiska regionen  Helsingfors i landskapet Nyland, i den södra delen av landet. Ön ligger omkring 12 kilometer öster om Helsingfors.
Öns area är 3,5 hektar och dess största längd är 430 meter i sydöst-nordvästlig riktning.